# Gereformeerde kerk (Veere)
De gereformeerde kerk is een voormalig gereformeerd kerkgebouw in Veere, gelegen aan de Kaai. Het werd gebouwd in 1905, maar buiten gebruik gesteld in 1997.

## Geschiedenis
Twee jaar na de afscheiding van 1834 ontstond in 1836 ook in Veere een groepje afgescheidenen van enkele personen. Zij vormden een afdeling van de gemeente in Middelburg. Rond 1 maart 1841 werd de afdeling in Veere als zelfstandige gemeente opgericht en op 28 april officieel erkend. Er werd gekerkt in een huis aan de zuidzijde van de Veerse haven. De gemeente was echter te klein om zelfstandig te blijven bestaan en vanaf 1846 werd er weer gekerkt in Middelburg. Volgend op de landelijke vereniging van de Christelijke Afgescheiden Gemeenten en de Kruisgemeenten in de Christelijk Gereformeerde Kerken in 1869, werd op 31 mei 1870 weer een Christelijk Gereformeerde Kerk geïnstitutieerd in Veere door ds. A Littooij en ds. M. Keulemans uit Middelburg. Een eigen kerkgebouw was reeds op 8 mei 1870 in gebruik genomen, voor de ongeveer twintig leden. Na de komst van een eigen dominee groeide de gemeente en moest het gebouw binnen een jaar al twee keer worden uitgebreid. Begin 1871 telde de gemeente ongeveer 150 leden.

## Nieuw kerkgebouw
Aan het begin van de 20e eeuw werd besloten een nieuwe kerk te bouwen op de plaats van de oude kerk. Op 2 augustus 1905 werd de eerste steen gelegd. De kerk werd gebouwd door aannemer Jansen naar een ontwerp van dhr. Maas. Op woensdag 15 november 1905 werd de kerk in gebruik genomen met een preek door ds. Scheele, over de bijbeltekst 1 Samuel 7 vers 12. Het betrof een eenvoudige zaalkerk met boogramen.
Rond 1960 en in 1987 werd de kerk verbouwd. De kosten van deze laatste verbouwing bedroegen ongeveer 90.000 gulden.

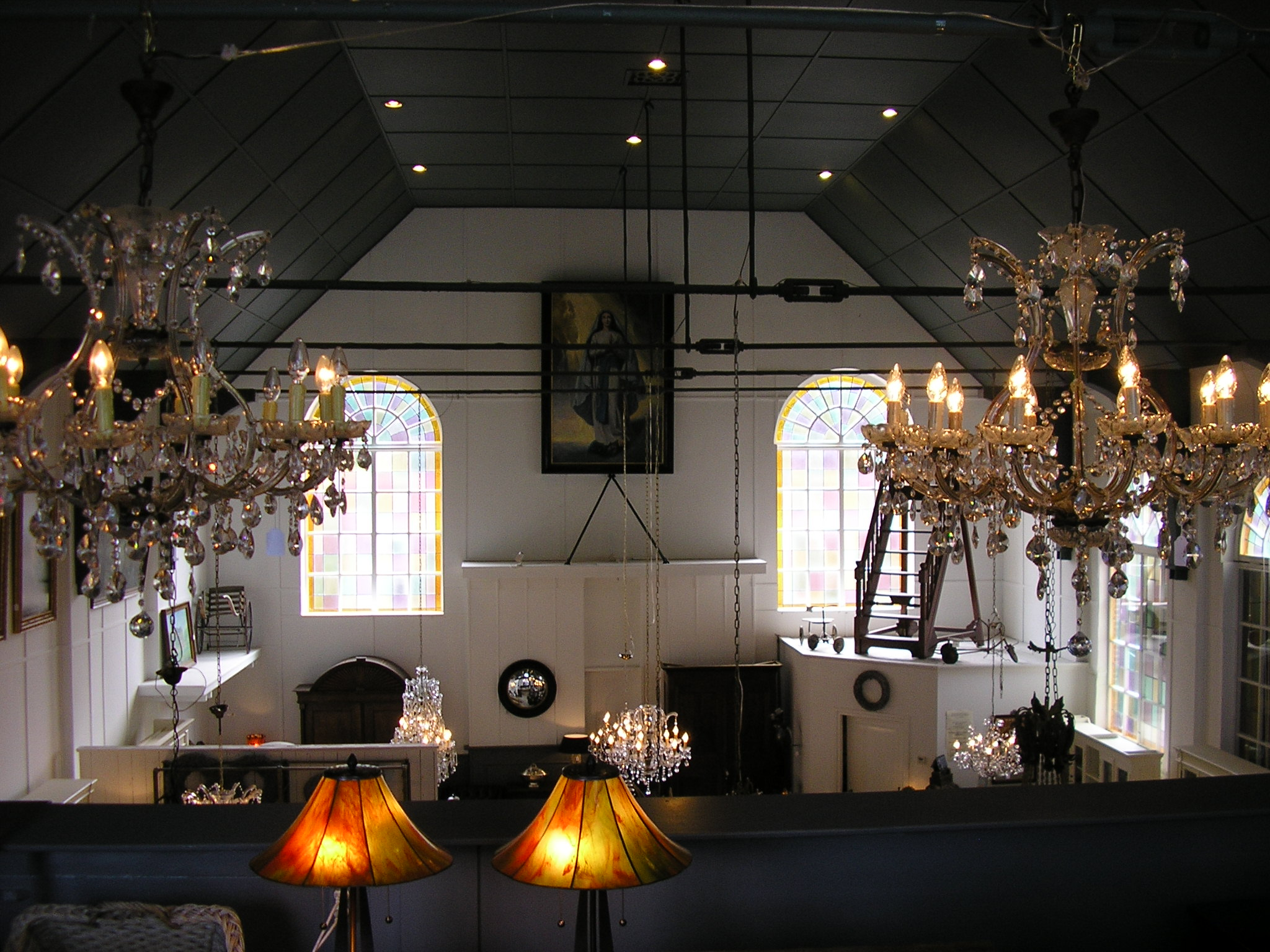
Het interieur van de kerk is deels behouden en dient nu als winkelruimte.

## Afstoting en herbestemming
In 1995 besloten de Hervormde Gemeente en de Gereformeerde Kerk van Veere zichzelf te federeren als een Samen op Wegkerk. Hierbij werd besloten het gereformeerde kerkgebouw te verkopen. Het werd gekocht door A. de Pagter die op 4 juli 1997 een antiek en interieur winkel opende in het pand. In 2006 fuseerden de hervormden en gereformeerden officieel in een Protestantse Gemeente.

## Orgels
Reeds in de oude kerk was een orgel aanwezig. In 1888 werd een pijporgel te koop gezet. Voor de nieuwe kerk werd in 1910 een orgel aangeschaft. Dit orgel was in 1899 gebouwd door de firma A. van den Haspel voor de hervormde kerk in Overschie, waarbij gebruik was gemaakt van oudere orgelonderdelen. In april 1910 werd het orgel verkocht aan orgelbouwer A.S.J. Dekker in Goes die het doorverkocht aan de gereformeerde kerk en daar monteerde. In 1960 werd besloten het orgel te restaureren, maar dit kon pas in 1981 doorgang vinden. De restauratie werd uitgevoerd door de firma Vierdag uit Enschede. Hierbij werd advies geleverd door organist F. de Keizer en een orgelkas werd gebouwd door J. Bruiksma uit Veere.

## Overzicht van predikanten
- P. den Boer (1870-1881)
- Corn. Steketee (1881-1893)
- J.C. Raamsdonk (1893-1896)
- A. Dekkers (1898-1903)
- A. Scheele (1904-1917)
- I.K. Wessels (1920-1926)
- P. van Strien (1927-1931)
- J. van de Guchte (1931-1938)
- J.W. Smitt (1938-1945)
- J.C. Streefkerk (1946-1973)
- J.D. Hofstra (1976-1981)
- C.H.B. Weijs (1984-1989)
- W.P. Jansen (1990-1994)[4]